# Erőss Lajos (nagyprépost)
Erőss Lajos (Csíkborzsova, 1919. október 10. – Gyulafehérvár, 2004. december 30.) nagyprépost.

## Életút
1919-ben született az Erőss család csíkszentmiklósi ágának leszármazottjaként. Tanulmányait 1938-tól a gyulafehérvári, majd 1940-től a kolozsvári Hittudományi Főiskolán végezte. 1943-ban Márton Áron szentelte pappá. Káplánként működik (1943-45) Nagykászonban, Csíkszentgyörgyön, majd 1945-től Brassóban. Szórványlelkész Bodzafordulótól Feketehalomig, később kolozsvári belvárosi segédlelkész (1948-tól). 
Kétévi kényszermunkára ítélték 1951-ben az állami békepapi mozgalom elleni szervezkedés vádjával. Kiszabadulása után (1953-tól) ismét segédlelkész Kolozsváron, továbbá a titkos egyházkormányzat képviselője. Torockószentgyörgyön kényszerlakhelyes (1954-től), továbbá titkos lelkigyakorlatot szervez. 1954-től a Securitate foglya Kolozsváron. 1956-ban hat évre elítélték titkos iratok terjesztésének és titkos papokhoz való tartozás vádjával, majd Bărăganon kényszerlakhelyes (1960-tól). 
Szabadulását követően plébános lett Csíktaplocán (1965-től), püspöki irodaigazgató 1972-1985 között Gyulafehérváron.

## Művei
- A hűséges tanú Áron püspök, Gyulafehérvár, 1995
- Gyulafehérvári főegyházmegyei zsinat, 2000

## Kiadatlan művei (kéziratok)
- Az erdélyi egyházmegye áttekintő története, I-II.
- Imák Jézus szentséges szívéhez
- Erdélyi temetési szertartáskönyv
- Elmélkedések, prédikációk
- Újszövetségi szentírás-magyarázat